# Jaume Bonet i Moll
Jaume Bonet i Moll (Mallorca) és un mestre jubilat i membre de l'Associació Jubilats per Mallorca, conegut per haver realitzat una vaga de fam durant 26 dies amb l'objectiu de denunciar la política contra el català del govern balear dirigit per José Ramon Bauzà. El 27 de març abandonà la vaga de fam, degut a les recomanacions mèdiques, així com per la petició de la seva pròpia associació. Tomeu Armengual ha decidit agafar-ne el relleu.

## Motius: canvis en la política lingüística
El govern dirigit per Bauzà (PP), el dia 16 de març de 2012 va aprovar gràcies a la seva majoria absoluta a la cambra balear, el projecte de modificació de la funció pública, fet que establia que el català passava de ser un requisit per accedir a la funció pública, i simplement passava a considerar-se un mèrit més. Per a tirar-ho endavant, va ser necessari trencar el consens sobre la llei de la normalització, i modificar diversos articles de la Llei de normalització lingüística (per exemple, en referència a la toponímia).
L'avantprojecte ja va causar molt d'enrenou en la societat de les Illes Balears, arribant, per exemple, a més de 10.000 al·legacions en contra de l'avantprojecte, segons va afirmar l'Obra Cultural Balear.
Fins i tot, aquest canvis van mostrar una divisió interna en el Partit Popular, ja que diversos batlles es van mostrar en contra d'aquest canvi en la política lingüística, com per exemple, el batlle de Manacor Antoni Pastor, o en un altre cas que els disset regidors de Sa Pobla, amb els 9 que militen a les files del PP, van presentar al·legacions a les modificacions engegades.

## Inici de la vaga
El jubilat Jaume Bonet, mestre jubilat, va iniciar la seva vaga de fam el dia 1 de març de 2012, després de diversos dies de preparació, a Can Alcover, la seu de l'Obra Cultural Balear. El seu clar objectiu era posar en evidència la situació del català a les Illes i els canvis que s'estaven produint, així com fer-ho visible a molta gent.